# Фінансова математика
Фінансова математика — це розділ прикладної математики, який охоплює математичні завдання, пов’язані з фінансовими розрахунками. Загалом фінансова математика створює та розширює математичні або чисельні моделі, у яких вона спирається не на фінансову теорію, а використовує ринкові ціни як вхідні дані. Крім того, обов’язково має бути присутня математична послідовність, що не узгоджується з економічною теорією. Так, наприклад, фінансовий економіст може вивчати структурні причини того, чому у компанії склався певний курс акцій, тоді як фінансовий математик буде розглядати курс акцій цієї компанії як дано та намагатиметься розглянути його з точки зору теорії випадкових процесів, щоб отримати відповідну вартість деривативів (або похідних фінансових інструментів) капіталу (див. також оцінка опціонів, фінансове моделювання, оцінка активів). Фундаментальна теорія безарбітражного ціноутворення є однією з основних теорем фінансової математики, а рівняння та формула Блека — Шоулза – чи не найголовніші її результати.
Крім того, фінансова математика тісно переплітається з обчислювальними фінансами та фінансовим інжинірингом. Фінансовий інжиніринг крім аналізу розглядає додатки та моделювання, де часто застосовуються стохастичні моделі активів (див. фінансовий аналітик), а обчислювальні фінанси крім аналізу – розробку інструментів для впровадження цих моделей. Загалом, можна виділити дві окремі гілки фінансів, де застосовуються передові кількісні методики: ціноутворення деривативів та управління ризиками та портфелем.
У фінансовій математиці будь-який інструмент розглядається з огляду на грошовий потік, який він здатен (навіть випадково) генерувати. 
Серед основних напрямів фінансової математики можна виокремити такі:
- класична фінансова математика або математика кредиту, яка відповідає за виконання процентних розрахунків; розглядає питання, пов’язані з різними борговими інструментами, наприклад, векселями, депозитарними сертифікатами, облігаціями; аналізує потоки платежів, які застосуються у банківській справі, кредитуванні, інвестуванні
- стохастична фінансова математика, яка охоплює розрахунок безарбітражної («справедливої») ціни фінансових інструментів
- актуарні розрахунки, які складають математичну основу для страхування
- економетричні розрахунки, пов’язані з прогнозуванням поведінки фінансових ринків

Завдання класичної фінансової математики полягає у тому, щоб співставляти грошові потоки, отримані від різних фінансових інструментів, застосовуючи критерії вартості грошей у часі (враховуючи водночас фактор дисконтування), дати оцінку ефективності вкладень у певні фінансові інструменти (а також – оцінку ефективності інвестиційних проектів), розробити критерії відбору інструментів. За замовчуванням у класичній фінансовій математиці застосовується детермінованість процентних ставок та потоків платежів.
Стохастична фінансова математика має справу з вірогіднісними платежами та ставками. Її головне завдання – отримати адекватну оцінку інструментів, враховуючи вірогіднісний характер ринкових умов та потоку платежів від інструментів. Формально сюди можна зарахувати оптимізацію портфеля інструментів у межах середньо-дисперсійного аналізу. Крім того, на моделях стохастичної фінансової математики ґрунтуються методи оцінки фінансових ризиків. Водночас для стохастичної фінансової математики потрібно також визначити критерії оцінки ризиків, щоб мати змогу провести адекватну оцінку фінансових інструментів.

## Математичні засоби
- Теорія ймовірності
- Розподіл ймовірностей
- Очікувана вартість
- Очікувані ризики

## Критика
З роками були розроблені все більш складні математичні моделі і стратегії обчислення цін деривативів, але довіра до них серйозно похитнулась після фінансової кризи 2007—2010 років.
Сучасне застосування фінансової математики було піддане критиці, зокрема тими хто безпосередньо працює в цій галузі, наприклад Пол Уіллмот або професор фінансової інженерії Політехнічного Інституту Нью-Йоркського університету Нассім Ніколас Талеб, в своїй книжці Чорний лебідь. Талеб заявляє, що ціни фінансових активів не можуть бути описані за допомогою простих моделей, що використовуються в даний час.